# World War II: Battles of the South Pacific
World War II: Battles of the South Pacific est un jeu vidéo de type wargame développé et publié par Quantum Quality Productions en 1993 sur PC,. Le jeu simule, aux niveaux tactique et stratégique, la guerre du Pacifique de la Seconde Guerre mondiale entre 1942 et 1943. Le joueur commande les américains ou les japonais et affronte l'ordinateur ou un autre joueur au cours de différents scénarios et campagnes. 

## Accueil
| Battles of the South Pacific |      |       |
| Média                        | Pays | Notes |
| PC Gamer UK                  | GB   | 81 %  |

### Sources à lier
- (en) PC Player, #1, Dec. 1993
- (en) PC Gamer, #2, Jan. 1994
- (de) Power Play, 12/93